# Sweyn Holm
Pour les articles homonymes, voir Holm.
Sweyn Holm est une île du Royaume-Uni située dans l'archipel des Orcades en Écosse.